# نادي الهلال السعودي موسم 1976–77
نادي الهلال السعودي لكرة القدم 1976–77 يعتبر الموسم التاسع عشر في مسيرة نادي الهلال السعودي منذ تأسيسه 1957، برئاسة الأمير هذول بن عبد العزيز وقيادة المدرب الإنجليزي جورج سميث وهو أول مدرب يحرز لقب الدوري السعودي ويدخله إلى خزينة نادي الهلال بمسمى الدوري الممتاز برصيد عشرين نقطة على حساب ثماني فرق هي (النصر، الأهلي، الاتحاد، القادسية، الشباب، الرياض، الوحدة)  والتقى الهلال في المباراة الختامية من الدوري وهي تعتبر مباراة التتويج أمام غريمة التقليدي النصر وانتهى اللقاء بالتعادل الإيجابي وكان قائد الكتيبة الهلالية هو عبد الرحمن بشير الملقب ب الغول والذي يعتبر أول قائد هلالي يتشرف باستلام أول بطولة دوري من الأمير فيصل بن فهد في عهد رئيس النادي الأمير هذلول بن عبد العزيز.
يذكر أن دوري 1975-76 والذي كان من المقرر أن يكون الانطلاقة الفعلية للدوري بمسماه الجديد بعد الدورة التصنيفية 1974-75 بعد تصنيف الأندية الممتازة الثمانية هي الهلال، الأهلي، النصر، الاتحاد، الشباب، الوحدة، اليمامة، القادسية لكنه ألغي ولم يستكمل بعد مضي أربعة أسابيع من منافساته وكان الهلال يتصدره بسبع نقاط لضيق الوقت ولانشغال المنتخب.
كانت السينما في ذلك الوقت أحد المصادر الرئيسي بمقر نادي الهلال في الناصرية، التوجه نحو السينما والإقبال عليها كان حاضراً، وهذا يؤكده حجم الحضور الذي كان يملأ صالات السينما البدائية والتنافسية التي كانت توفرها الأندية الرياضية في ما بين عامي 1977 وحتى عام 1983، في نفس الوقت ساهمت إيراد مقصف النادي في تغطية نفقات معسكر لفريق القدم الاعدادي لموسم 96-1397 هجرية خارج الرياض وهو ما كان باالاتفاق على الذهاب للقصيم وحائل بميزانية 10 آلاف ريال.
كان فريق الهلال الكروي آنذاك يبحث عن بديل لقلب الدفاع بشير الغول رحمه الله الذي ألمح إلى نيته اعتزال الكرة، وهي نفس السنة التي ظهر فيها شاب يافع ذو تكوين جسماني قوي سيكون له شأن كبير في الكرة السعودية وما ان رآه المدرب الإنجليزي جورج سميث في حصة تدريبية في النادي حتى أوصى بتسجيله، وفي صبيحة 10 من شهر شوال 1396 هجرية الموافق 03 أكتوبر 1976 ميلادية أتم الشيخ عبد الرحمن بن سعيد اجراءات التسجيل في مكتب الوسطى لرعاية الشباب. وبذلك أصبح لاعب رسمي في كشوفات نادي الهلال والتحق بالفريق للمشاركة في المعسكر الاعدادي قبل انطلاق الموسم الرياضي.

## المباريات الودية
| مباراة ودية   | التعاون            | 1 - 1  | الهلال       | القصيم |
| (ت ع م+03:00) | (ه.ذ) صالح النعيمة | Report | صالح النعيمة |        |

## تشكيلة الفريق
ملاحظة: تشير الأعلام إلى المنتخب الوطني على النحو المحدد في قواعد الأهلية للفيفا. قد يحمل اللاعبون أكثر من جنسية واحدة غير تابعة للفيفا.
| الرقم | البلد    | المركز | اللاعب                 |
| ----- | -------- | ------ | ---------------------- |
| 1     | السعودية | حارس   | إبراهيم اليوسف         |
| 17    | السعودية | مدافع  | بداح القحطاني          |
| 4     | السعودية | مدافع  | عبدالرحمن بشير «الغول» |
| 14    | السعودية | مدافع  | غازي السعيد            |
| 12    | السعودية | مدافع  | ناصر الشايع            |
| 7     | السعودية | وسط    | فهد الحبشي             |
| 11    | السعودية | وسط    | فهد عبدالواحد «فهودي»  |
| 19    | السعودية | وسط    | مرزوق سعيد             |
| -     | السعودية | مهاجم  | ناجي عبد المطلوب       |
| 10    | السعودية | مهاجم  | سلطان نصيب             |
| 13    | السعودية | مهاجم  | سمير سلطان             |

| الرقم | البلد    | المركز | اللاعب             |
| ----- | -------- | ------ | ------------------ |
| -     | السعودية | حارس   | حمد العقل          |
| -     | السعودية | حارس   | خالد فهمي          |
| 5     | السعودية | مدافع  | صالح النعيمة       |
| -     | السعودية | مدافع  | عبدالله قصاب       |
| 8     | السعودية | مدافع  | عبدالله فوده       |
| -     | السعودية | وسط    | علي بلفقيه         |
| -     | السعودية | وسط    | محمد العبيدي       |
| -     | السعودية | وسط    | عيد بشير           |
| -     | السعودية | وسط    | عبد الرحمن الخليفي |
| -     | السعودية | وسط    | عبدالرحمن الحفيل   |
| -     | السعودية | وسط    | محمد اليوسف        |
| -     | السعودية | وسط    | عبدالله العمار     |

## جدول دوري
| م | النادي  | لعب | فاز | تعادل | خسر | له | عليه | ف.أ | النقاط |
| - | ------- | --- | --- | ----- | --- | -- | ---- | --- | ------ |
| 1 | الهلال  | 14  | 8   | 4     | 2   | 22 | 13   | +9  | 20     |
| 2 | النصر   | 14  |     |       |     |    |      |     | 18     |
| 3 | الأهلي  | 14  |     |       |     |    |      |     | 16     |
| 4 | الاتحاد | 14  |     |       |     |    |      |     | 16     |

### مباريات الدوري
فوز
  تعادل
  خسارة
  مؤجلة
| 1 17 ديسمبر 1976 | الهلال | 1 - 0    | الرياض | الرياض                          |
| (ت ع م+03:00)    | شمروخ  | [Report] |        | الملعب: ملعب الأمير فيصل بن فهد |

| 2 24 ديسمبر 1976 | الاتحاد | 3 - 2    | الهلال       | جدة                                  |
| (ت ع م+03:00)    |         | [Report] | سمير · مرزوق | الملعب: استاد الأمير عبد الله الفيصل |

| 3 31 ديسمبر 1976 | الاهلي | 0 - 0    | الهلال | جدة                                  |
| (ت ع م+03:00)    |        | [Report] |        | الملعب: استاد الأمير عبد الله الفيصل |

| 4 13 يناير 1977 | الهلال | 2 - 1    | القادسية | الرياض                          |
| (ت ع م+03:00)   | ناجي   | [Report] |          | الملعب: ملعب الأمير فيصل بن فهد |

| 5 21 يناير 1977 | الهلال | 0 - 1    | الوحدة | الرياض                          |
| (ت ع م+03:00)   |        | [Report] |        | الملعب: ملعب الأمير فيصل بن فهد |

| 6 27 يناير 1977 | الهلال  | 1 - 0    | الشباب | الرياض                          |
| (ت ع م+03:00)   | بن نصيب | [Report] |        | الملعب: ملعب الأمير فيصل بن فهد |

| 7 24 فبراير 1977    | النصر               | 3 - 3  | الهلال                           | الرياض                                                   |
| 20:00 (ت ع م+03:00) | العبدلي 24' 34' 75' | Report | 65' الحبشي · 71' سمير · 90' بشير | الملعب: ملعب الأمير فيصل بن فهد الحكم: عبد الرحمن الدهام |

| 8 28 مارس 1977      | الرياض | 1 - 1    | الهلال | الرياض                          |
| 20:00 (ت ع م+03:00) |        | [Report] | سمير   | الملعب: ملعب الأمير فيصل بن فهد |

| 9 12 مارس 1977 | الهلال         | 2 - 0    | الاتحاد | الرياض                          |
| (ت ع م+03:00)  | بن نصيب · فوده | [Report] |         | الملعب: ملعب الأمير فيصل بن فهد |

| 10 17 مارس 1977 | الهلال             | 3 - 2    | الاهلي | الرياض                          |
| (ت ع م+03:00)   | فوده · بشير · سمير | [Report] |        | الملعب: ملعب الأمير فيصل بن فهد |

| 11 22 مارس 1977 | القادسية | 1 - 4    | الهلال         | الدمام                          |
| (ت ع م+03:00)   |          | [Report] | بن نصيب · ناجي | الملعب: ملعب الأمير محمد بن فهد |

| 12 25 مارس 1977 | الوحدة | 0 - 1    | الهلال    | جدة                                  |
| (ت ع م+03:00)   |        | [Report] | عبدالواحد | الملعب: استاد الأمير عبد الله الفيصل |

| 13 31 مارس 1977 | الشباب | 0 - 1    | الهلال | الرياض |
| (ت ع م+03:00)   |        | [Report] | فوده   | الملعب: ملعب الأمير فيصل بن فهد الحكم: عبدالرحمن الموزان الحكام المساعدين: رشيد سنبل Assistant referees: أحمد العجمي |

| 14 30 أبريل 1977    | الهلال | 1 - 1    | النصر | الرياض                          |
| 20:00 (ت ع م+03:00) | سمير   | [Report] |       | الملعب: ملعب الأمير فيصل بن فهد |

## كأس جلالة الملك المعظم
| نهائي 28 مايو 1977  | الهلال     | 1 - 3    | الاهلي                   | الرياض                                            |
| 15:30 (ت ع م+03:00) | س.نصيب 53' | [Report] | 74'، 76' الصغير · الحربي | الملعب: ملعب الأمير فيصل بن فهد الحكم: فهد الدهمش |

## ترتيب الهدافين
| الترتيب | اللاعب                  | الدوري الممتاز | كأس جلالة الملك |
| ------- | ----------------------- | -------------- | --------------- |
| 1       | سمير سلطان              | 5              |                 |
| 2       | سلطان نصيب              | 4              | 1               |
| 3       | ناجي عبد المطلوب        | 4              |                 |
| 4       | عبدالله فوده            | 3              |                 |
| 5       | عبدالرحمن بشير "الغول"  | 2              |                 |
| 6       | عبدالله قصاب "شمروخ"    | 1              |                 |
| 7       | مرزوق سعيد              | 1              |                 |
| 8       | فهد الحبشي              | 1              |                 |
| 9       | فهد عبدالواحد " فهودي " | 1              |                 |